# Eleonora di Württemberg
Eleonora di Württemberg (Tubinga, 22 marzo 1552 – Lichtenberg, 12 gennaio 1618) era una delle otto figlie di Cristoforo di Württemberg, duca di Württemberg dal 1550 al 1568, e di Anna Maria di Brandeburgo-Ansbach.

## Biografia
Venne destinata, nell'ambito della politica matrimoniale intrapresa dal padre, a sposare un nobile tedesco e venne così data in sposa nel 1569 a Gioacchino Ernesto, principe di Anhalt, già vedovo di Agnese di Barby, da cui aveva avuto sei figli.
Eleonora diede al marito altri otto figli:
- Bernardo (1571–1596);
- Agnese Edvige (1573–1616);
- Dorotea Maria (1574–1617);
- Augusto (1575–1653)
- Rodolfo (1576–1621);
- Giovanni Ernesto (1578–1601)
- Ludovico (1579–1650)
- Anna Sofia (1584–1652)

Sua figlia Agnese venne data in sposa a Augusto I di Sassonia e successivamente a Giovanni III di Holstein-Sonderburg; Dorotea Maria sposò invece Giovanni III di Sassonia-Weimar; Anna Sofia Carlo Günther di Schwarzburg-Rudolstadt.
Per quanto riguarda i suoi figli maschi, Augusto diede vita al ramo Anhalt-Plötzkau; Rodolfo a quello di Anhalt-Zerbst; Ludovico a quello di Anhalt-Köthen.
Rimasta vedova il 6 dicembre 1586, si risposò nel 1589 con
Giorgio I, langravio d'Assia-Darmstadt dal 1567 al 1596, divenendone la seconda moglie. Dalla prima, Maddalena di Lippe, erano nati dodici figli. Eleonora diede alla luce un solo figlio:
- Enrico (1590-1601).

Rimase vedova anche del secondo marito il 7 febbraio 1596 e, ormai quarantaquattrenne, non si risposò più.

## Ascendenza
|                                   |                                   |                                  | Genitori                               |  |  | Nonni |  |  | Bisnonni                         |  |  | Trisnonni               |  |
|                                   |                                   |                                  |                                        |  |  |       |  |  | Enrico di Württemberg-Mömpelgard |  |  | Ulrico V di Württemberg |  |
|                                   |                                   |                                  |                                        |  |  |       |  |  | Enrico di Württemberg-Mömpelgard |  |  | Ulrico V di Württemberg |  |
|                                   |                                   | Elisabetta di Baviera-Landshut   |                                        |  |  |       |  |  | Enrico di Württemberg-Mömpelgard |  |  |                         |  |
| Ulrico di Württemberg             |                                   |                                  |                                        |  |  |       |  |  | Enrico di Württemberg-Mömpelgard |  |  |                         |  |
|                                   |                                   | Elisabetta di Zweibrücken-Bitsch | Simone VI Wecker di Zweibrücken-Bitsch |  |  |       |  |  |                                  |  |  |                         |  |
|                                   |                                   | Elisabetta di Zweibrücken-Bitsch | Simone VI Wecker di Zweibrücken-Bitsch |  |  |       |  |  |                                  |  |  |                         |  |
|                                   |                                   | Elisabetta di Zweibrücken-Bitsch | Elisabetta di Lichtenberg-Lichtenau    |  |  |       |  |  |                                  |  |  |                         |  |
| Cristoforo di Württemberg         |                                   | Elisabetta di Zweibrücken-Bitsch |                                        |  |  |       |  |  |                                  |  |  |                         |  |
|                                   |                                   | Alberto IV di Baviera            | Alberto III di Baviera                 |  |  |       |  |  |                                  |  |  |                         |  |
|                                   |                                   | Alberto IV di Baviera            | Alberto III di Baviera                 |  |  |       |  |  |                                  |  |  |                         |  |
|                                   |                                   | Alberto IV di Baviera            | Anna di Braunschweig-Grubenhagen       |  |  |       |  |  |                                  |  |  |                         |  |
| Sabina di Baviera                 |                                   | Alberto IV di Baviera            |                                        |  |  |       |  |  |                                  |  |  |                         |  |
|                                   |                                   | Cunegonda d'Austria              | Federico III d'Asburgo                 |  |  |       |  |  |                                  |  |  |                         |  |
|                                   |                                   | Cunegonda d'Austria              | Federico III d'Asburgo                 |  |  |       |  |  |                                  |  |  |                         |  |
|                                   |                                   | Cunegonda d'Austria              | Eleonora d'Aviz                        |  |  |       |  |  |                                  |  |  |                         |  |
| Eleonora di Württemberg           |                                   | Cunegonda d'Austria              |                                        |  |  |       |  |  |                                  |  |  |                         |  |
|                                   | Federico I di Brandeburgo-Ansbach | Alberto III di Brandeburgo       |                                        |  |  |       |  |  |                                  |  |  |                         |  |
|                                   | Federico I di Brandeburgo-Ansbach | Alberto III di Brandeburgo       |                                        |  |  |       |  |  |                                  |  |  |                         |  |
|                                   | Federico I di Brandeburgo-Ansbach | Anna di Sassonia                 |                                        |  |  |       |  |  |                                  |  |  |                         |  |
| Giorgio di Brandeburgo-Ansbach    | Federico I di Brandeburgo-Ansbach |                                  |                                        |  |  |       |  |  |                                  |  |  |                         |  |
|                                   |                                   | Sofia di Polonia                 | Casimiro IV di Polonia                 |  |  |       |  |  |                                  |  |  |                         |  |
|                                   |                                   | Sofia di Polonia                 | Casimiro IV di Polonia                 |  |  |       |  |  |                                  |  |  |                         |  |
|                                   |                                   | Sofia di Polonia                 | Elisabetta d'Asburgo                   |  |  |       |  |  |                                  |  |  |                         |  |
| Anna Maria di Brandeburgo-Ansbach |                                   | Sofia di Polonia                 |                                        |  |  |       |  |  |                                  |  |  |                         |  |
|                                   |                                   | Carlo I di Münsterberg-Oels      | Enrico I di Münsterberg-Oels           |  |  |       |  |  |                                  |  |  |                         |  |
|                                   |                                   | Carlo I di Münsterberg-Oels      | Enrico I di Münsterberg-Oels           |  |  |       |  |  |                                  |  |  |                         |  |
|                                   |                                   | Carlo I di Münsterberg-Oels      | Ursula di Brandeburgo                  |  |  |       |  |  |                                  |  |  |                         |  |
| Edvige di Münsterberg-Oels        |                                   | Carlo I di Münsterberg-Oels      |                                        |  |  |       |  |  |                                  |  |  |                         |  |
|                                   |                                   | Anna von Sagan                   | Giovanni II di Sagan                   |  |  |       |  |  |                                  |  |  |                         |  |
|                                   |                                   | Anna von Sagan                   | Giovanni II di Sagan                   |  |  |       |  |  |                                  |  |  |                         |  |
|                                   |                                   | Anna von Sagan                   | Katharina von Troppau                  |  |  |       |  |  |                                  |  |  |                         |  |
|                                   |                                   | Anna von Sagan                   |                                        |  |  |       |  |  |                                  |  |  |                         |  |